# Maleagi Ngarizemo
Maleagi Ngarizemo (Windhoek, 21 giugno 1979) è un ex calciatore namibiano, di ruolo difensore.

## Carriera

### Nazionale
Ha collezionato 9 presenze in Nazionale.